# Lohia Machinery Limited
LML - Lohia Machines Ltd était un fabricant indien de scooter et motocyclettes basé a Kanpur, dans l'Etat de l'Uttar Pradesh. La société a été déclarée en faillite le 2 juin 2017.

## Histoire
LML Ltd était un groupe industriel indien, créé en 1972 à Kanpur, en Inde, sous la dénomination sociale Lohia Machines Private Ltd pour fabriquer des métiers à tisser sous licence du constructeur italien Lezzini Mario et du français Verdol SA. La société va ensuite aussi commercialiser des fils textiles synthétiques et du cuir. 
En 1983, la société LML Ltd. crée une coentreprise avec le constructeur italien Piaggio pour fabriquer localement ses modèles de scooters sous licence pour le marché indien. Piaggio renoue ainsi avec une présence en Inde après sa rupture avec le constructeur Bajaj Motorcycles en 1971. Le gouvernement indien autorise la société Vespa Car company, filiale commune de Piaggio et LML à assembler 200.000 scooters et 50.000 triporteurs Piaggio par an, dont une partie des composants est importée d'Italie. Les modèles sont : LML Vespa, NV3, Alfa, T5 et 4W.
Le premier modèle produit fut un triporteur doté d'un moteur de 100 cm3 puis très rapidement, la gamme s'enrichit avec le LML Supremo, version indienne de la Vespa Cosa, et le LML Select, copie de la Vespa T5.
La coentreprise LML-Piaggio crée une filiale baptisée Vespa Automobile Company Limited pour produire, sous la marque Piaggio, des Vespa PX pour le marché intérieur et sous la marque LML Vespa, les modèles NV3, Alfa, T5 et 4W. En 1987, le groupe indien opère une modification de son organisation en changeant les dénominations sociales. Lohia Machinery Limited devient LML Ltd et l'activité textile est renommée LML Fibres Ltd. LML Ltd devient le deuxième producteur de deux roues en Inde après Bajaj Motorcycles avec une production de 325 000 véhicules par an et 26 % de part de marché. Cet état donne des ailes aux dirigeants indiens d'LML Ltd qui, en 1988, s'engagent dans une collaboration avec le constructeur coréen Daelim Motor Company pour la production de motocyclettes équipées d'un moteur à quatre temps. 

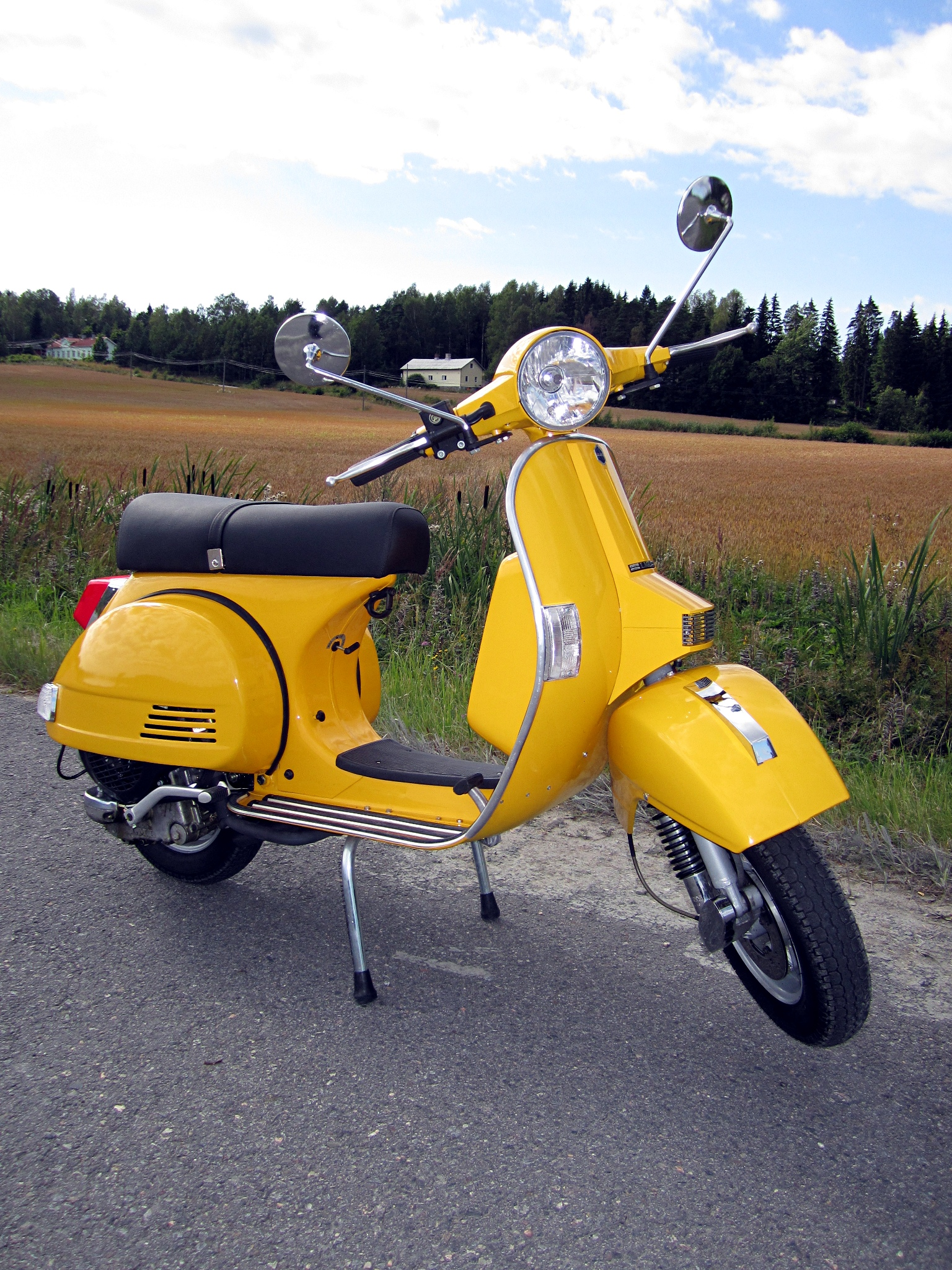
LML Star 125 (2012) copie de la Vespa PX Made in India

Cette situation n'est pas du goût de la direction italienne de Piaggio qui met fin en 1999 à la JV LML-Piaggio. LML rachète l'outillage de l'usine mis à disposition par le constructeur italien, qui lui laisse les licences de fabrication de ses modèles. C'est ainsi que LML produira en grande quantité de scooters Piaggio pour le marché indien, mais aussi pour l'exportation dans le monde entier, le scooter LML Star De Luxe, copie de la Vespa PX, encore au catalogue en 2017. Le modèle a été commercialisé aux Etats-Unis sous le nom de LML Vespa Stella et en Nouvelle-Zélande, LML Vespa Belladonna.

À partir de 1999 et au moins jusqu'en 2006, LML a fabriqué sous licence le scooter Trendy 50, copie des Benelli Scooty et S50 lancé en 1981, mais dont la production avait été arrêtée en Italie en 1996.
Au début des années 2000, LML tente de négocier plusieurs accords avec des constructeurs asiatiques, mais aucun ne résistera sur le long terme. En 2006, LML confie à la société de design italienne Ugolini Design de Coriano, dans la province de Rimini, la conception des nouveaux modèles LML Freedom 100, CRD 100 et Graptor 150. La croissance économique rapide que connait l'Inde change la donne avec des ouvriers qui troquent le scooter contre une automobile que plusieurs constructeurs locaux produisent et vendent à très bas prix. La société connait de graves difficultés et doit interrompre sa production.
Grâce à des apports gouvernementaux et le déblocage de financements par le Crédit Suisse, LML Ltd peut redémarrer le 8 mars 2008. La société reprend ses exportations en jouant sur ses bas coûts de production, mais doit se conformer à la norme antipollution Euro 3. En 2011, Piaggio qui avait repris pied en constituant sa propre filiale de production en Inde, voulut faire cesser la production de ses modèles par LML. Le tribunal de Naples a émis une injonction à LML pour qu'il cesse de vendre ses modèles avec les marques Piaggio et Vespa, mais laissa LML poursuivre la production de ces modèles du fait que la société avait, en son temps, obtenu l'accord de Piaggio.
Le 31 mai 2017, LML Ltd dépose son bilan au tribunal de commerce et est déclaré en faillite le 2 juin 2017.